# 火祭り

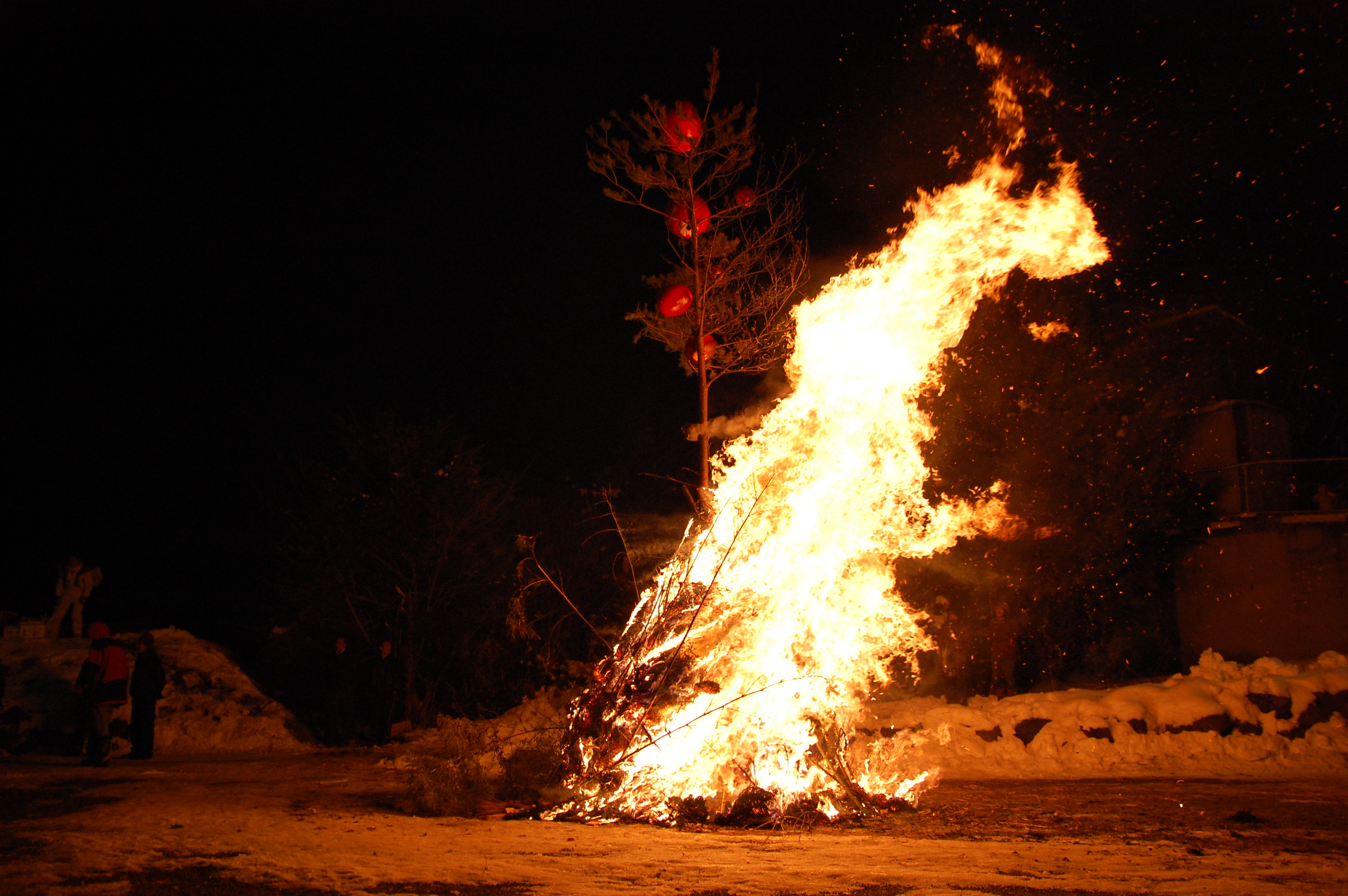
左義長まつり

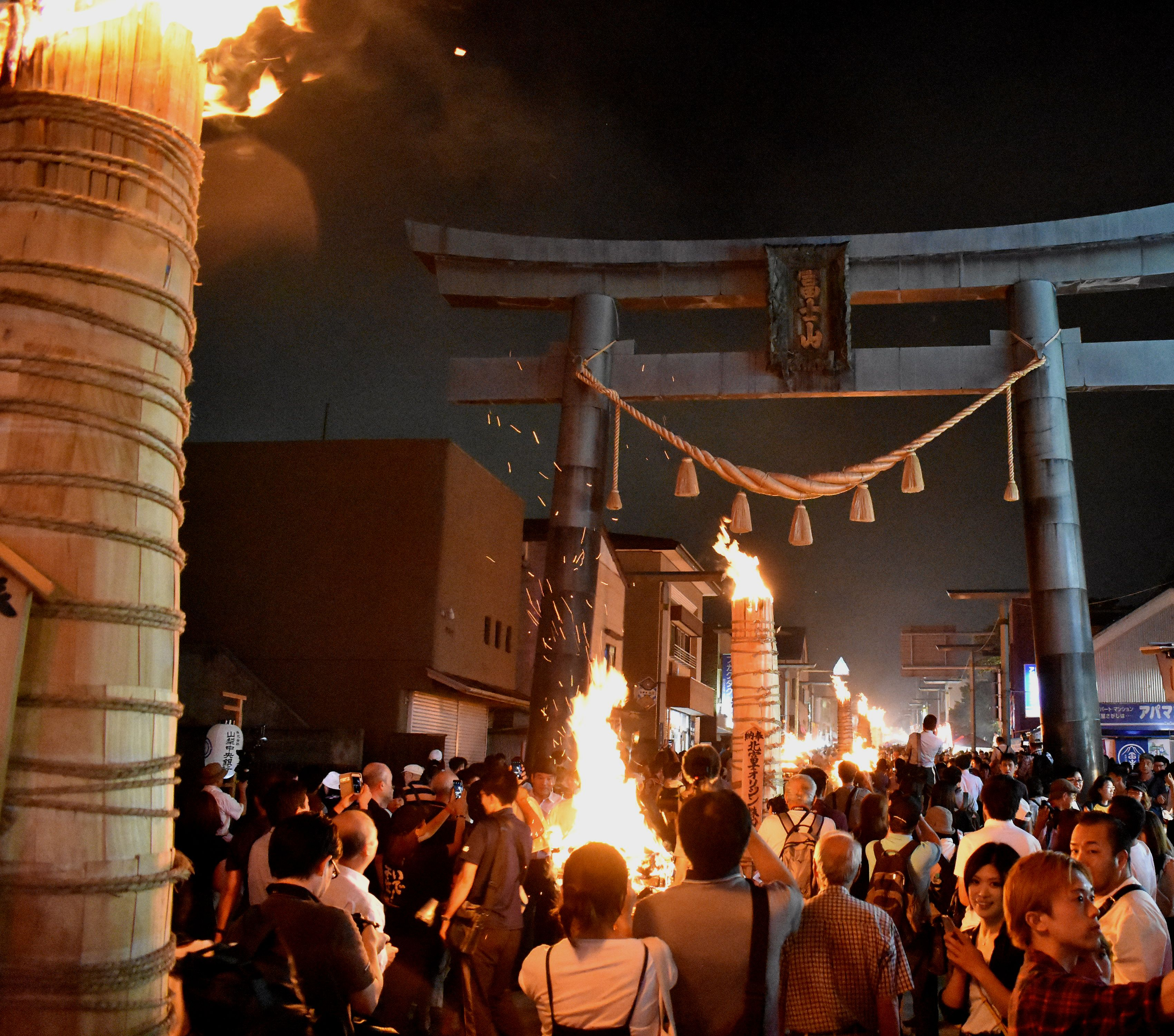
吉田の火祭

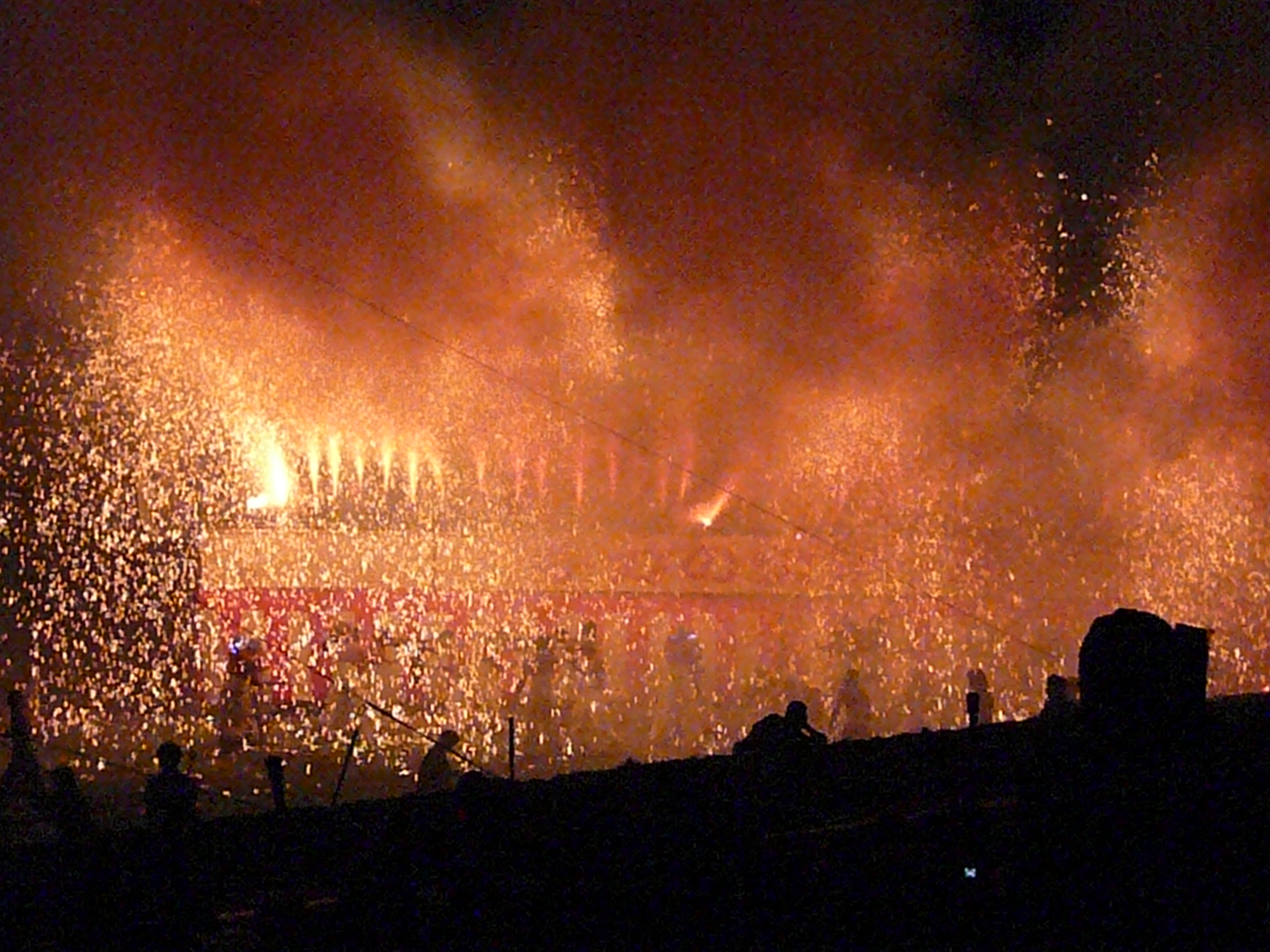
手力の火祭

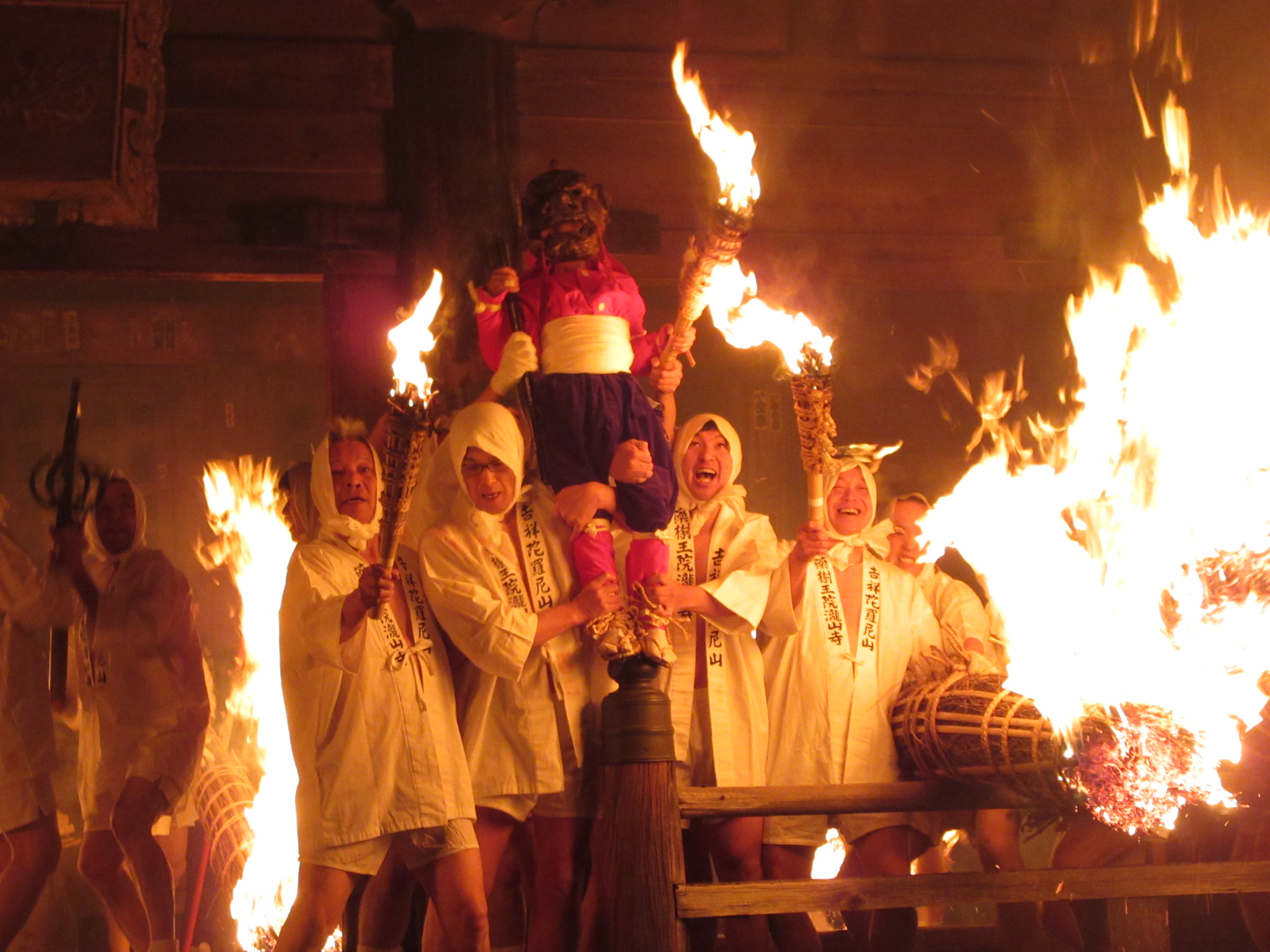
滝山寺鬼まつり

鳥羽の火祭り

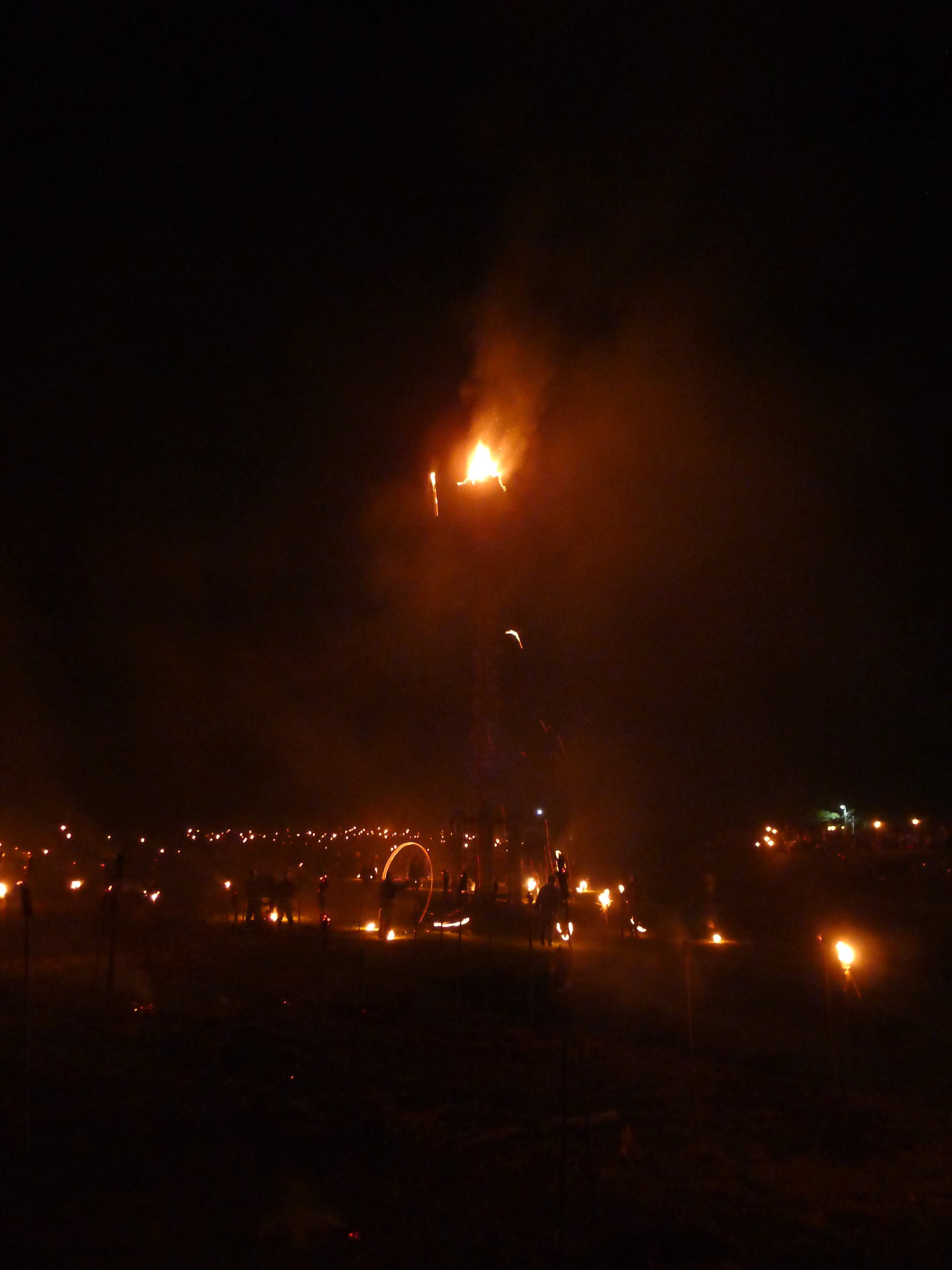
松上げ

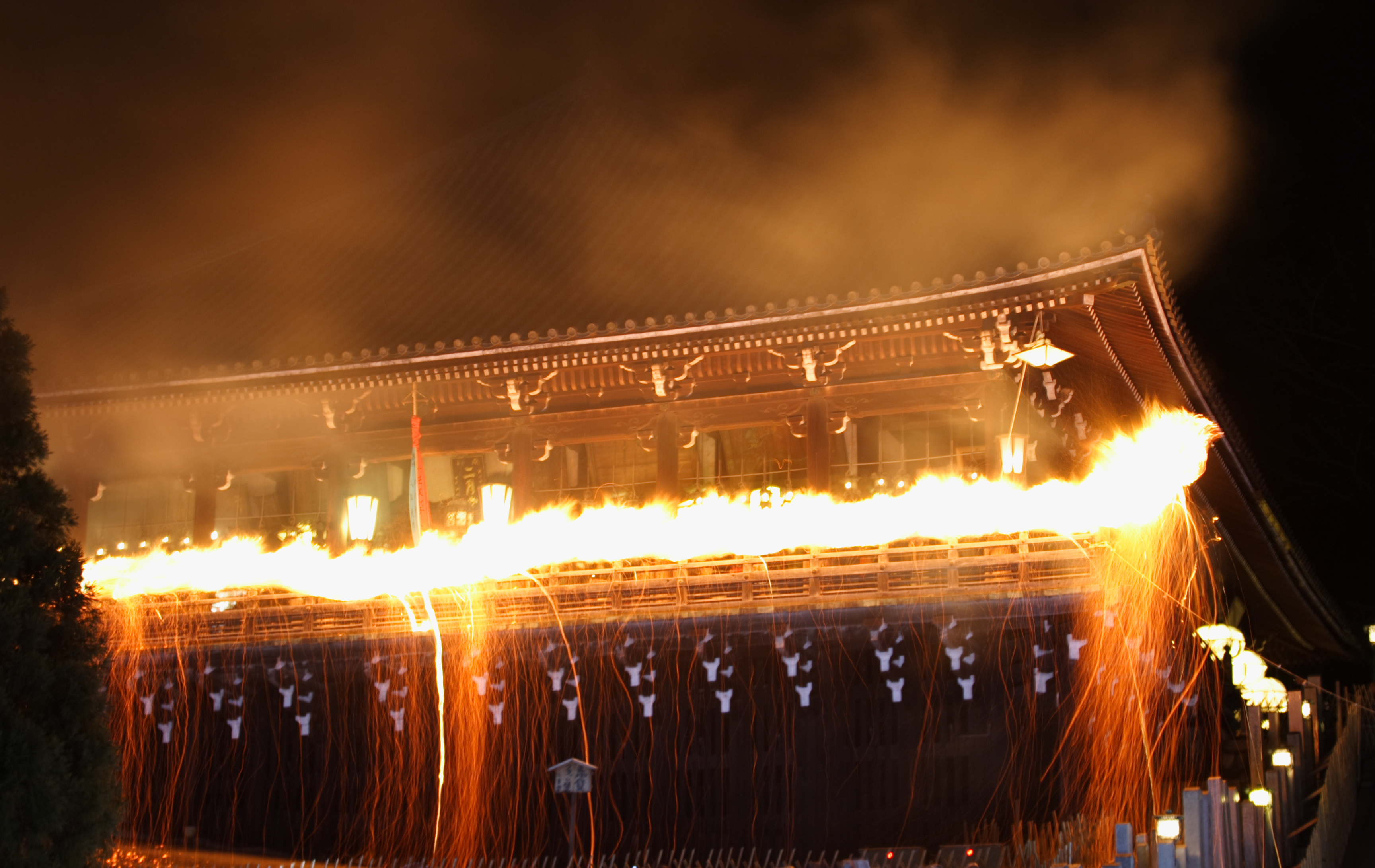
東大寺二月堂の修二会

大日向の火とぼし

火祭り（ひまつり）とは、特に火や炎が重要な役割を持つ祭りである。

## 各地の主な火祭り

### 日本
下記の他、小正月の左義長（どんど焼）は全国各地で行われている。
- オロチョンの火祭り - 北海道網走市
- 青森ねぶた - 青森県青森市
- 竿燈 - 秋田県秋田市
- 松明あかし - 福島県須賀川市
- 大日向の火とぼし - 群馬県南牧村
- 愛宕社の火祭り - 富山県魚津市、魚津神社
- 滑川のネブタ流し - 富山県滑川市
- 向田の火祭り - 石川県七尾市能登島、伊夜比咩神社
- 鬼ヶ嶽火祭り - 福井県越前市、大虫神社
- 左義長まつり - 福井県勝山市
- 吉田の火祭 - 山梨県富士吉田市、北口本宮冨士浅間神社・諏訪神社（境内社）
- 南部の火祭り - 山梨県南巨摩郡南部町
- 中里の火の花祭 - 東京都清瀬市中里、中里の富士塚
- 秋葉の火まつり - 静岡県浜松市天竜区春野町、秋葉神社
- 館山寺火祭り - 静岡県浜松市中央区、舘山寺
- 御神火まつり - 静岡県富士宮市、富士山本宮浅間大社
- 松明祭り - 長野県松本市浅間温泉、御射神社
- 榊祭り - 長野県佐久市望月町
- 道祖神祭り - 長野県下高井郡野沢温泉村
- 手力の火祭 - 岐阜県岐阜市、手力雄神社
- 今尾の左義長 - 岐阜県海津市平田町今尾、今尾神社
- 滝山寺鬼まつり - 愛知県岡崎市滝町、滝山寺
- 夏山八幡宮火祭り - 愛知県岡崎市夏山町、夏山八幡宮
- 鳥羽の火祭り - 愛知県西尾市鳥羽町、鳥羽神明社
- 火柱祭り - 三重県鳥羽市志摩加茂五郷
  - 河内火祭り - 三重県鳥羽市河内町
  - 松尾火祭り - 三重県鳥羽市松尾町
- 名のり・注連縄切り・火祭り - 三重県志摩市大王町
- 紀和の火祭り - 三重県熊野市
- 五山送り火（大文字の送り火） - 京都府京都市
- 鞍馬の火祭 - 京都府京都市左京区鞍馬、由岐神社
- 岩倉火祭 - 京都府京都市左京区岩倉、石座神社
- お松明 - 京都府京都市右京区嵯峨、清凉寺
- 松上げ - 京都府京都市左京区、北区、南丹市美山町
  - 久多の松上げ - 京都左京区久多
  - 雲ケ畑の松上げ - 京都市北区雲ケ畑
- 修二会 - 奈良県奈良市、東大寺二月堂
- 稲村の火祭り - 和歌山県広川町、広川町役場〜八幡神社
- 御燈祭 - 和歌山県新宮市、神倉神社
- 扇祭（那智の火祭り） - 和歌山県那智勝浦町、熊野那智大社
- 山口七夕ちょうちんまつり - 山口県山口市
- 鬼すべ - 福岡県太宰府市、太宰府天満宮
- 鬼夜 - 福岡県久留米市大善寺、大善寺玉垂宮
- 火振り神事 - 熊本県阿蘇市、阿蘇神社
- 火の神祭り - 熊本県熊本市、近津鹿島神社
- 都井岬火まつり ‐ 宮崎県串間市、都井岬
- 北山の火振り - 鹿児島県日置市

### 韓国
- 咸安落火ノリ (慶尚南道無形文化財)[1]

### 中国
- たいまつ祭り (イ族) [2]

### スペイン
- サン・ホセの火祭り - バレンシア（毎年3月）
- サン・ファンの火祭り（カタルーニャ語版、スペイン語版、英語版） - アリカンテ（毎年6月）

### スイス
- ゼクセロイテン（アレマン語版、ドイツ語版、英語版） - チューリッヒ（毎年4月）

### スコットランド
- シェトランド諸島のウップヘリーアー （毎年1月最終火曜日）

### 多くのキリスト教国
- 聖ヨハネの前夜祭（毎年6月末）

## 火祭りをテーマにした作品
- 『オロチョンの火祭り』 - 伊藤久男の楽曲。北海道網走市の同名の祭が題材。